# Бай-ху
Бай-ху, Бо-ху (кит.: 西方白虎, Xī Fāng Bái Hǔ; «білий тигр»), давньокитайській міфології один з духів чотирьох сторін світу (разом із Цін-луном, Чжу цюе, Сюань-ву), звір — покровитель Заходу, де знаходиться країна померлих; символізує осінню пору року. Бай-ху також одне з сузір'їв (сім зірок).
За повір'ям поява Бай-ху відганяло усіляку нечисть та одночасно розглядалося як знак прогресу мирних наук. За легендою, Бай-ху при династії Хань (3 ст. до н. е. — 3 ст. н. е.) був упійманий та на його честь спорудили храм.
Бай-ху часто зображували на стінах поховальних споруд, на знаменах, які в походах несли позаду війська (попереду несли знамено із зеленим драконом — Цин-луном). У середньовічному Китаї Бай-ху малювали разом із Цин-луном на воротах даоських храмів як охоронця. Пізніше Бай-ху виступає вже у людському обличчі.
Як дух сузір'я з семи зірок Бай-ху виведений у фантастичному романі 16 століття «Фен Шень Ян'ї» («Зведення в ранг духів») під ім'ям Інь Чен-сю.

## Походження
Під час правління династії Хань люди вважали тигра царем усіх звірів. За легендою, коли тигру виповнювалося 500 років, його хвіст ставав білим. Таким чином, саме білий тигр перетворився на міфічну істоту. Люди вірили, що білий тигр з'являється тільки тоді, коли країною править мудрий імператор або якщо у світі немає війн. Саме білий колір з п'яти елементів китайської філософії символізував захід, тому й білий тигр став його символом.
У творі Шуо Тан Яньї (Казки династії Тан), реінкарнація Зірки Білого тигра — генерал Луо Чен (Luo Cheng, 羅 成) та реінкарнація Зірки Лазурного дракона — повсталий генерал Дань Сюнсінь (Dan Xiongxin, 單 雄信). Обидва були побратими Цінь Шубао (Qin Shubao, 秦 叔寶), Чен Чжіцзє (Cheng Zhijie, 程 知節) та Юйчі Цинде (Yuchi Jingde, 尉遲 敬德). Їхні душі після смерті увійшли до тіл нових героїв династії Тан та Ляо — Сюе Жені (Xue Rengui, 薛 仁貴) та Хе Сувеня (He Suwen, 郃 苏文).